# Фано
Фано (італ. Fano) — місто та муніципалітет в Італії, у регіоні Марке,  провінція Пезаро і Урбіно.
Фано розташоване на відстані близько 230 км на північ від Рима, 50 км на північний захід від Анкони, 13 км на південний схід від Пезаро, 35 км на північний схід від Урбіно.
Населення — 61 192 особи (2014).
Щорічний фестиваль відбувається 10 липня. Покровитель — святий Патерньяно (San Paterniano).

## Демографія
Населення за роками:

Станом на 1 січня 2023 року в муніципалітеті офіційно проживало 4014 іноземців з 106 країн, серед них 1144 громадяни країн Євросоюзу та 273 громадяни України.

## Сусідні муніципалітети
- Карточето
- Момбароччо
- Мондольфо
- Пезаро
- П'ядже
- Сан-Костанцо

## Міста-побратими
- Раштат, Німеччина
- Сент-Уан-л'Омон, Франція
- Сент-Олбанс, Велика Британія
- Штрібро, Чехія